# 2. Janezovo pismo
Drugo Janezovo pismo je drugo od Janezovih pisem Nove zaveze. Najverjetneje je bilo napisano v Efezu med letoma 70 in 100 n. št. Skupaj s 3. Janezovim pismom sta najkrajši knjigi oz. spisa Nove zaveze. Pismo naslovnikom sporoča, naj ljubijo drug drugega in živijo po božjih zapovedih ter jih svari, naj se ne pustijo zavesti herezijam.

## Vsebina
Za naslovljeno »izvoljeno gospo« v uvodu (2 Jn 1–3) drugega pisma razlagalci verjamejo, da je Cerkev, in za »njene otroke«, da so člani Cerkve. Pozdrav poleg standardnega voščenja milosti in usmiljenja vključuje še mir, resnico in ljubezen. Omemba Očetove zapovedi in njena razlaga, ki sledi, se prelije v izraz veselja starešine ob spoznanju, da nekateri njenih otrok/članov živijo po resnici; ta omemba naj bi bila izraz naklonjenosti.
Avtor jih v jedru pisma (2 Jn 4–11) spominja na zapoved, ki je »od začetka«: naj ljubijo drug drugega. To spominja na glavne etične poudarke v 1. Janezovem pismu, namreč: da zapoved ni nova, marveč od začetka, saj je od Očeta; da je velikega pomena priznavanje Jezusovega utelešenja, zato naj v svojo Cerkev ne sprejemajo tistih (antikristov), ki prinašajo drugačen nauk, zaradi česar so brez Boga. Na ta način bodo ohranili skupnost med seboj ter z Bogom in Jezusom Kristusom in bo njihovo skupno veselje dopolnjeno.
V sklepu (2 Jn 12–13) starešina ne pošilja svojih lastnih pozdravov, temveč pozdrave sestrske krščanske Cerkve. Iz tega se da razbrati, da pismo ni poslano kot osebno navodilo, ampak kot izraz skrbi tiste sredine, tistih mi, ki nastopajo kot priče v začetnih vrsticah Prvega Janezovega pisma: »/…/ kar smo slišali, kar smo na lastne oči videli /…/« (1 Jn 1,1).